# Riyad Mahrez
Riyad Karim Mahrez (en árabe: رياض كريم محرز; Sarcelles, 21 de febrero de 1991) es un futbolista argelino que juega como delantero en el Al-Ahli Saudí F. C. de la Liga Profesional Saudí.
El 5 de diciembre de 2015 se convirtió en el primer jugador argelino en convertir un hat-trick en la Premier League ante el Swansea City, dándole el liderato a su equipo, el Leicester City.
Ganó el premio al mejor jugador del año en la BPL temporada 2015-16 y se coronó campeón de ella esa misma temporada. El africano, autor de 17 goles y 11 asistencias en 37 partidos de esa campaña en la liga inglesa, sucedió al entonces atacante belga del Chelsea Eden Hazard, ganador el año anterior. El centrocampista de los foxes, primer africano que ganó el premio a mejor jugador del año, se convirtió en pieza clave del equipo.

## Biografía
Mahrez nació en Sarcelles, Francia, de padre argelino y madre argelina-marroquí. Cuando tenía cinco años, su padre y mentor Ahmed murió de un ataque al corazón. Sobre ello reflexionó: "no sé si empecé a ser más serio, pero tras la muerte de mi papá las cosas empezaron a funcionar. Tal vez en mi cabeza quería más".
Mahrez se casó con su novia inglesa en 2015 y tuvieron una hija ese mismo año. Es un musulmán practicante. En junio de 2017, hizo la peregrinación hacia La Meca.

## Trayectoria

### Primeros pasos
Se unió al AAS Sarcelles en 2004. En 2009 pasó al Quimper, donde jugó 22 partidos y anotó 2 goles en su primera temporada.
Se unió a Le Havre en 2010, tras rechazar ofertas de los principales equipos de Francia: PSG y Marsella. Entre 2011 y 2013, disputó 60 encuentros y marcó 6 goles en la Ligue 2, a la cual criticó por la obsesión defensiva de los equipos.

### Leicester City

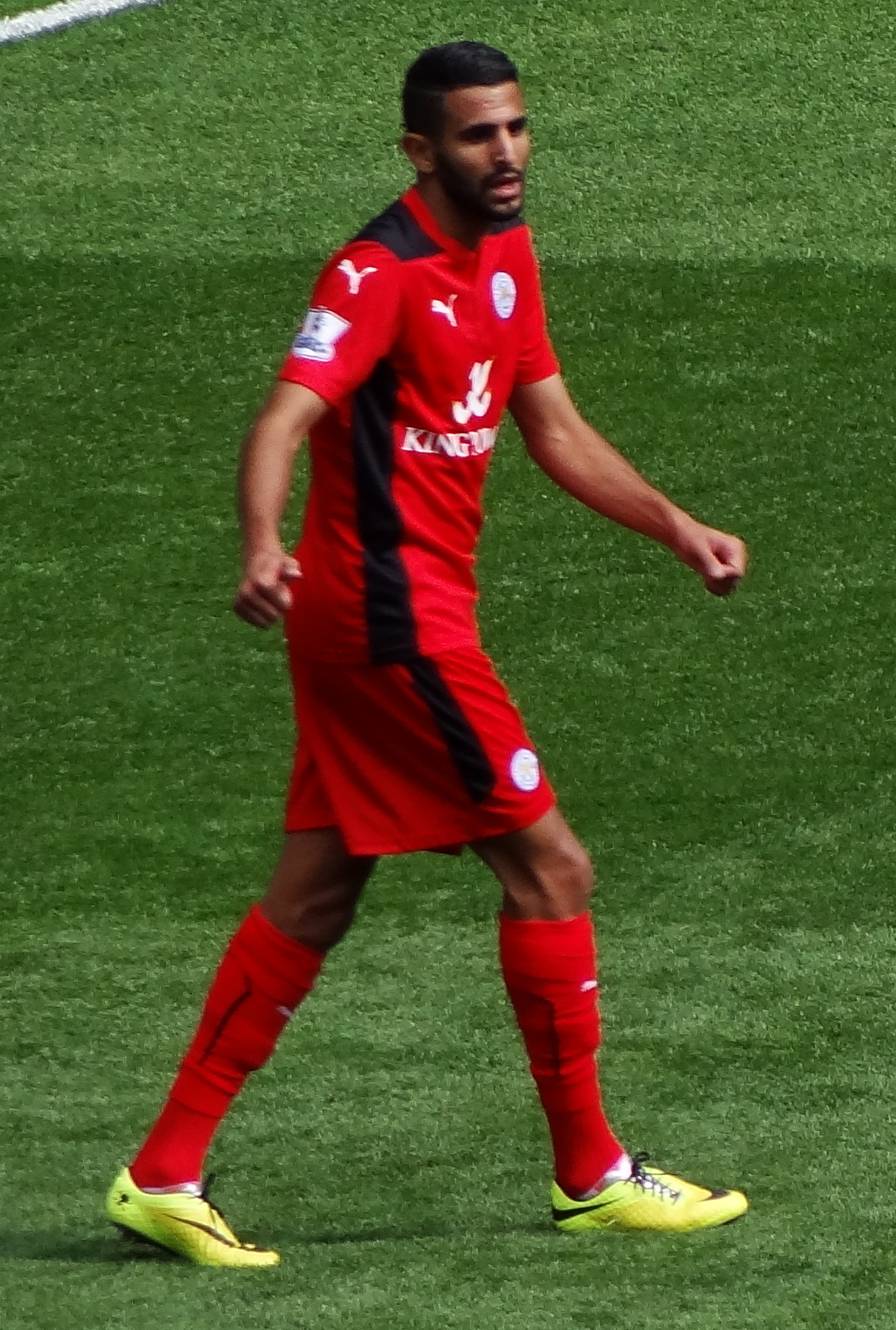
Riyad Mahrez en 2014

Se trasladó a la Football League Championship inglesa el 1 de enero de 2014, cuando firmó un contrato de tres años y medio con el Leicester City. Sus amigos y familiares tenían dudas de su pase al fútbol inglés, debido a su naturaleza física, ya que creían que su estilo de juego se adaptaría mejor al fútbol español. Mahrez hizo su debut el 25 de enero de 2014, en la victoria por 2-0 contra Middlesbrough. Después de cuatro partidos como suplente -de los cuales en uno de ellos marcó su primer gol, el entrenador Nigel Pearson anunció su titularidad. Leicester terminó la temporada como campeón y volvió a la Premier League por primera vez en diez años.
Hizo su debut en la Premier League el 16 de agosto de 2014, y anotó su primer gol en la división el 4 de octubre de 2014 en un empate 2-2 con el Burnley. Fue parte del equipo que ganó siete de sus últimos nueve partidos de la temporada para evitar el descenso. Marcó los dos goles en la victoria por 2-0 frente a Southampton el 9 de mayo y terminó la temporada con cuatro goles y tres asistencias de 30 partidos.
Firmó un nuevo contrato de cuatro años con el Leicester en agosto de 2015. El 8 de agosto de 2015, anotó dos goles en el primer partido de la temporada ante el Sunderland, en la victoria por 4-2. Fue descrito más tarde como el "ganador del partido" por el capitán Wes Morgan. 
Luego de anotar cuatro goles en los primeros cuatro partidos de la temporada 2015-16, fue nominado como Jugador del Mes en la Premier League. Al 3 de noviembre de 2015 había marcado siete goles en diez partidos. El 5 de diciembre, Mahrez marcó un triplete en la victoria ante Swansea City por 3-0, llevando su cuenta a diez goles en la liga y convirtiéndose así en el primer argelino en anotar un triplete en la Premier League.
Mahrez y sus socios del mediocampo Marc Albrighton, N'Golo Kanté y Danny Drinkwater, han recibido grandes elogios de la prensa especializada y del público general por sus altísimos rendimientos, que han llevado al Leicester City a ser el campeón y la absoluta revelación de la Premier League 2015-16. Por su parte, el entrenador del club, Claudio Ranieri, describió a Riyad Mahrez y Jamie Vardy como "invaluables" de cara al mercado de invierno.

### Manchester City
El 10 de julio de 2018 se hizo oficial su fichaje por el Manchester City por un precio de 60 millones de libras (67 millones de euros) y firmó hasta 2023.
En su primera temporada ganó 4 títulos, la Premier League, la FA Cup, la Copa de la Liga y la Community Shield. Las siguientes dos campañas también volvió a ganar la Copa de la Liga, así como la Premier League en la segunda de ellas. En esta última también contribuyó a la clasificación para la primera final de la Liga de Campeones de la UEFA en la historia del club, donde cayeron 1-0 ante el Chelsea F. C.

### Al-Ahli Saudí F. C.
El 28 de julio de 2023 llegó al Al-Ahli Saudí F. C. a cambio de 30 millones de libras y firmó hasta 2027.

## Selección nacional
Ha sido internacional con la selección de fútbol de Argelia en 103 ocasiones y ha convertido 32 goles.
Hizo su debut internacional el 31 de mayo de 2014 en un amistoso ante Armenia previo a la Copa Mundial de 2014, torneo al que acudió. La Copa Africana de Naciones 2019 fue su primer torneo como capitán. Consiguió tres goles, el último de ellos un lanzamiento de falta en el tiempo de descuento de las semifinales ante Nigeria que sirvió para que se clasificaran para una final en la que derrotaron a Senegal.
El 21 de marzo de 2025 disputó su encuentro número cien con Argelia en un partido ante Botsuana de clasificación para la Copa Mundial de 2026.

### Participaciones en Copas del Mundo
| Mundial                        | Sede   | Resultado        | Partidos | Goles |
| ------------------------------ | ------ | ---------------- | -------- | ----- |
| Copa Mundial de Fútbol de 2014 | Brasil | Octavos de final | 1        | 0     |

### Participaciones en Copas Africanas
| Copa                           | Sede                   | Resultado              | Partidos | Goles |
| ------------------------------ | ---------------------- | ---------------------- | -------- | ----- |
| Copa Africana de Naciones 2015 | Guinea Ecuatorial      | Cuartos de final       | 4        | 1     |
| Copa Africana de Naciones 2017 | Gabón                  | Fase de grupos         | 3        | 2     |
| Copa Africana de Naciones 2019 | Egipto                 | Campeón                | 7        | 3     |
| Copa Africana de Naciones 2021 | Camerún                | Fase de grupos         | 3        | 0     |
| Copa Africana de Naciones 2023 | Costa de Marfil        | Fase de grupos         | 3        | 0     |
| Total en fases finales         | Total en fases finales | Total en fases finales | 20       | 6     |

## Estadísticas

### Clubes
Actualizado al último partido disputado el 20 de agosto de 2025.
| Club | Div.          | Temporada     | Liga  | Liga  | Liga   | Copas nacionales(1) | Copas nacionales(1) | Copas nacionales(1) | Torneos internacionales(2) | Torneos internacionales(2) | Torneos internacionales(2) | Total(3) | Total(3) | Total(3) | Media goleadora |
| Club | Div.          | Temporada     | Part. | Goles | Asist. | Part.               | Goles               | Asist.              | Part.                      | Goles                      | Asist.                     | Part.    | Goles    | Asist.   | Media goleadora |
| --- | ------------- | ------------- | ----- | ----- | ------ | ------------------- | ------------------- | ------------------- | -------------------------- | -------------------------- | -------------------------- | -------- | -------- | -------- | --------------- |
| Quimper Kerfeunteun F. C. Francia | 4.ª           | 2009-10       | 27    | 2     | 0      | 1                   | 0                   | 0                   | —                          | —                          | —                          | 28       | 2        | 0        | 0.07            |
| Quimper Kerfeunteun F. C. Francia | Total club    | Total club    | 27    | 2     | 0      | 1                   | 0                   | 0                   | —                          | —                          | —                          | 28       | 2        | 0        | 0.07            |
| Le Havre A. C. Francia | 2.ª           | 2011-12       | 9     | 0     | 1      | 1                   | 0                   | 0                   | —                          | —                          | —                          | 10       | 0        | 1        | 0               |
| Le Havre A. C. Francia | 2.ª           | 2012-13       | 34    | 4     | 6      | 6                   | 1                   | 0                   | —                          | —                          | —                          | 40       | 5        | 6        | 0.13            |
| Le Havre A. C. Francia | 2.ª           | 2013-14       | 17    | 2     | 4      | 3                   | 3                   | 0                   | —                          | —                          | —                          | 20       | 5        | 4        | 0.25            |
| Le Havre A. C. Francia | Total club    | Total club    | 60    | 6     | 11     | 10                  | 4                   | 0                   | —                          | —                          | —                          | 70       | 10       | 11       | 0.14            |
| Leicester City F. C. Inglaterra | 2.ª           | 2013-14       | 19    | 3     | 5      | 0                   | 0                   | 0                   | —                          | —                          | —                          | 19       | 3        | 5        | 0.16            |
| Leicester City F. C. Inglaterra | 1.ª           | 2014-15       | 30    | 4     | 3      | 2                   | 0                   | 0                   | —                          | —                          | —                          | 32       | 4        | 3        | 0.13            |
| Leicester City F. C. Inglaterra | 1.ª           | 2015-16       | 37    | 17    | 11     | 2                   | 1                   | 0                   | —                          | —                          | —                          | 39       | 18       | 11       | 0.46            |
| Leicester City F. C. Inglaterra | 1.ª           | 2016-17       | 36    | 6     | 3      | 3                   | 0                   | 1                   | 9                          | 4                          | 2                          | 48       | 10       | 6        | 0.21            |
| Leicester City F. C. Inglaterra | 1.ª           | 2017-18       | 36    | 12    | 10     | 5                   | 1                   | 2                   | —                          | —                          | —                          | 41       | 13       | 12       | 0.32            |
| Leicester City F. C. Inglaterra | Total club    | Total club    | 158   | 42    | 32     | 12                  | 2                   | 3                   | 9                          | 4                          | 2                          | 179      | 48       | 37       | 0.27            |
| Manchester City F. C. Inglaterra | 1.ª           | 2018-19       | 27    | 7     | 4      | 11                  | 4                   | 4                   | 6                          | 1                          | 4                          | 44       | 12       | 12       | 0.27            |
| Manchester City F. C. Inglaterra | 1.ª           | 2019-20       | 33    | 11    | 9      | 10                  | 1                   | 0                   | 7                          | 1                          | 4                          | 50       | 13       | 13       | 0.26            |
| Manchester City F. C. Inglaterra | 1.ª           | 2020-21       | 27    | 9     | 6      | 9                   | 1                   | 1                   | 12                         | 4                          | 2                          | 48       | 14       | 9        | 0.29            |
| Manchester City F. C. Inglaterra | 1.ª           | 2021-22       | 28    | 11    | 5      | 7                   | 6                   | 2                   | 12                         | 7                          | 2                          | 47       | 24       | 9        | 0.51            |
| Manchester City F. C. Inglaterra | 1.ª           | 2022-23       | 30    | 5     | 10     | 8                   | 7                   | 1                   | 9                          | 3                          | 2                          | 47       | 15       | 13       | 0.32            |
| Manchester City F. C. Inglaterra | Total club    | Total club    | 145   | 43    | 34     | 45                  | 19                  | 8                   | 46                         | 16                         | 14                         | 236      | 78       | 56       | 0.33            |
| Al-Ahli Saudi F. C. Arabia Saudita | 1.ª           | 2023-24       | 32    | 11    | 13     | 1                   | 1                   | 0                   | —                          | —                          | —                          | 33       | 12       | 13       | 0.36            |
| Al-Ahli Saudi F. C. Arabia Saudita | 1.ª           | 2024-25       | 31    | 8     | 10     | 1                   | 0                   | 1                   | 13                         | 9                          | 8                          | 45       | 17       | 19       | 0.39            |
| Al-Ahli Saudi F. C. Arabia Saudita | 1.ª           | 2025-26       | 0     | 0     | 0      | 1                   | 0                   | 2                   | 0                          | 0                          | 0                          | 1        | 0        | 2        |                 |
| Al-Ahli Saudi F. C. Arabia Saudita | Total club    | Total club    | 63    | 19    | 23     | 3                   | 1                   | 3                   | 13                         | 9                          | 8                          | 79       | 29       | 34       | 0.37            |
| Total carrera | Total carrera | Total carrera | 453   | 112   | 100    | 71                  | 26                  | 14                  | 68                         | 29                         | 24                         | 592      | 167      | 138      | 0.28            |
| (1) Incluye Copa de Francia, Copa de la Liga de Francia, Copa de la Liga de Inglaterra, FA Cup, Community Shield, Copa del Rey de Campeones y Supercopa de Arabia Saudita. (2) Incluye Liga de Campeones de la UEFA y Liga de Campeones de Élite de la AFC. (3) Media de goles por encuentro. No incluye goles en partidos amistosos. |               |               |       |       |        |                     |                     |                     |                            |                            |                            |          |          |          |                 |

### Hat tricks
| 1 | 5 de diciembre de 2015  | Liberty Stadium, Swansea    | Swansea City AFC - Leicester City     |  | 0 - 3 | Premier League 2015-16 |
| 2 | 28 de noviembre de 2020 | Etihad Stadium, Mánchester  | Manchester City - Burnley FC          |  | 5 - 0 | Premier League 2020-21 |
| 3 | 22 de abril de 2023     | Estadio de Wembley, Londres | Manchester City - Sheffield United FC |  | 3 - 0 | FA Cup 2022-23         |

## Palmarés

### Títulos nacionales
| Título           | Club                  | País       | Año     |
| ---------------- | --------------------- | ---------- | ------- |
| EFL Championship | Leicester City F. C.  | Inglaterra | 2014    |
| Premier League   | Leicester City F. C.  | Inglaterra | 2015‐16 |
| Community Shield | Manchester City F. C. | Inglaterra | 2018    |
| Copa de la Liga  | Manchester City F. C. | Inglaterra | 2018-19 |
| Premier League   | Manchester City F. C. | Inglaterra | 2018‐19 |
| FA Cup           | Manchester City F. C. | Inglaterra | 2018-19 |
| Copa de la Liga  | Manchester City F. C. | Inglaterra | 2019-20 |
| Copa de la Liga  | Manchester City F. C. | Inglaterra | 2020-21 |
| Premier League   | Manchester City F. C. | Inglaterra | 2020-21 |
| Premier League   | Manchester City F. C. | Inglaterra | 2021-22 |
| Premier League   | Manchester City F. C. | Inglaterra | 2022-23 |
| FA Cup           | Manchester City F. C. | Inglaterra | 2022-23 |

### Títulos internacionales
| Título                            | Equipo                | Sede     | Año     |
| --------------------------------- | --------------------- | -------- | ------- |
| Copa Africana de Naciones         | Selección de Argelia  | Egipto   | 2019    |
| Liga de Campeones de la UEFA      | Manchester City F. C. | Estambul | 2022-23 |
| Liga de Campeones Élite de la AFC | Al-Ahli Saudi F. C.   | Yeda     | 2024-25 |

### Distinciones individuales
| Distinción                                                      | Año              |
| --------------------------------------------------------------- | ---------------- |
| Futbolista argelino del año                                     | 2015, 2016       |
| Parte del Premio PFA al equipo del año                          | 2016             |
| Nominado al Balón de Oro                                        | 2016, 2019, 2022 |
| Premio PFA al jugador del año                                   | 2016             |
| Premio PFA al jugador del año por los aficionados               | 2016             |
| Futbolista africano del año (CAF)                               | 2016             |
| Futbolista africano del año (BBC)                               | 2016             |
| Futbolista africano del año (Lion d'Or)                         | 2016             |
| Jugador del año en el Leicester City                            | 2016             |
| Jugador del año en la Premier League (Facebook Football Awards) | 2016             |
| Futbolista árabe del año (El Heddaf)                            | 2016             |
| Parte del equipo del año de la CAF                              | 2016             |
| Parte de los 100 mejores jugadores del mundo según The Guardian | 2022             |